# Партизан (футбольный клуб, Минск)
«Партиза́н» (бел. «Партызан») — ныне не существующий белорусский футбольный клуб из Минска.
Дважды обладатель Кубка Беларуси, дважды бронзовый призёр Чемпионата Беларуси, золотой и серебряный призёр Первой лиги Беларуси, золотой призёр Второй лиги Беларуси.
Отличительной чертой «Партизана» является то, что он финансировался и управлялся своими болельщиками (с 2012 года). В сентябре 2014 года клуб снялся с соревнований во Второй лиге и был расформирован в связи с финансовыми трудностями. 

## История

### Названия клуба
- МТЗ-РИПО (2002—2009)
- «Партизан» (2010—2014)
- «Партизан-2002» (2014)
- Партизан-2023 (с 2023)???

### 2002—2011
Футбольный клуб «Партизан» ведет свою историю с 2001 года, когда возникла идея создания в белорусской столице современной футбольной школы. Венцом детско-юношеской пирамиды, согласно планам, должна была стать профессиональная команда. С этой целью в 2002 году во вторую лигу был заявлен новый участник — МТЗ-РИПО. Команда получилась в результате объединения минских команд Автозаводец-Трактор"Трактор" и «Трудовые Резервы-РИПО». Этот год и стал официальной датой рождения футбольного клуба. Под началом Валерия Кевра и Анатолия Шкляра минчане, не потерпев ни одного поражения, вышли в первую лигу. Там руководимая Вячеславом Акшаевым команда также не задержалась, осенью пополнив элитный эшелон белорусского футбола.
В высшей лиге МТЗ-РИПО дебютировал неудачно, едва спасшись от вылета. В ходе чемпионата 2004 пост главного тренера занимали россияне: сначала Виктор Зернов, а после его отставки — Александр Пискарёв. Минчане продлили прописку в высшей лиге благодаря победе во внекалендарном стыковом матче над витебским «Локомотивом». В конце 2004 года в МТЗ-РИПО был приглашен самый титулованный тренер Беларуси — Юрий Пунтус. И в следующем сезоне укрепившая ряды команда стала одним из фаворитов чемпионата, выиграв сразу два титула — Кубок Беларуси и бронзовые награды чемпионата. Сезон-2006 стал несколько противоречивым для «красно-белой» дружины. Почти весь чемпионат минчане демонстрировали неплохого качества футбол, однако остались за бортом призовой тройки. По очкам МТЗ-РИПО был вровень с солигорским «Шахтером», но уступил «горнякам» бронзу по дополнительным показателям — играм между собой. Финиш на четвёртой позиции тем не менее принес столичным футболистам ряд локальных успехов. МТЗ-РИПО стал самой результативной командой высшей лиги, запомнившись болельщикам именно игрой в атаке. По завершении чемпионата клуба покинул главный тренер. Юрий Пунтус решил сосредоточиться на работе с национальной сборной.
В сезоне 2007 МТЗ-РИПО, который начинал чемпионат под руководством Андрея Зыгмантовича, а заканчивал под управлением вернувшегося в команду Юрия Пунтуса, практически постоянно шёл на втором месте, навязывая борьбу за чемпионство борисовскому БАТЭ. Однако смазанный финиш вновь оставил команду за пределами заветной тройки.
Неудача в чемпионате с лихвой была компенсирована успешным выступлением в Кубке Беларуси 2007/2008. В финальном матче МТЗ-РИПО встречался с бронзовым призёром чемпионата-07 — солигорским «Шахтёром». И «горняки» были повержены — 2:1 (голы у минчан провели Вячеслав Глеб и Олег Страханович). Таким образом, ФК МТЗ-РИПО стал двукратным обладателем Кубка Беларуси и оформил тем самым участие в 2008 году в Кубке УЕФА. В 2008 году МТЗ-РИПО вернулся на пьедестал почета, вновь завоевав бронзовые награды.
Сезон-2009 получился невыразительным. Испытав ряд проблем, минчане были вынуждены расстаться с целой группой ведущих игроков. Это не могло на сказаться на качестве игры. МТЗ-РИПО занял на тот момент самое худшее место для себя в высшей лиге — 11-е, опередив лишь «Гомель», «Гранит» и «Сморгонь».
Сменив в 2010 году название на «Партизан», омоложённая команда провалила старт сезона. Первая победа к ней пришла лишь в пятнадцатом туре. Вдохнул жизнь в совсем было упавших духом игроков приход на пост главного тренера Владимира Геворкяна. «Партизан» довольно быстро почти вплотную подобрался к возможным товарищам по несчастью, сохраняя шансы остаться в элите или хотя бы на переходный матч. Вновь последовала череда неудачных матчей и вместе с ней вылет в первую лигу.
Чемпионат 2011 года команда провела неровно, но тем не менее заняла итоговое 2 место и оспорила с футбольным клубом из Витебска место в высшей лиге. По сумме двух матчей сильнее оказался «Партизан» и вернулся в высшую лигу. Однако спустя некоторое время стало известно, что главный спонсор минчан отказался от дальнейшего финансирования клуба.

### 2012—2014
В начале 2012 года в силу сложившихся обстоятельств клуб отказался от участия в высшем дивизионе белорусского футбола и фактически был расформирован. В это же время болельщики минчан начали беспрецедентную для Беларуси акцию по сбору денег для сохранения футбольного клуба. 29 марта 2012 года силами болельщиков было создано ООО Футбольный клуб «Партизан 2002». Возрожденный клуб заявить во Вторую лигу не удалось из-за ряда возникших сложностей, поэтому в сезоне 2012 ФК «Партизан» играл в чемпионате города Минска (Д4), где занял 5 место. Впервые в истории клуба был пропущен Кубок Беларуси по футболу ввиду неготовности команды поучаствовать в нём.
В марте 2013 года клуб отправился в тур солидарности и дружбы по Германии, организованный фанатами, в рамках которого были сыграны товарищеские игры с командами «Теннис-Боруссия» (Берлин), «Виктория» (Гамбург), «Ротер Штерн» (Лейпциг), «Хеми» (Лейпциг) и «Бабельсберг 03» (Потсдам).
2 апреля 2013 года клуб подал документы для участия в чемпионате Беларуси среди команд второй лиги (3 дивизион). Сезон команда отыграла ровно, несмотря на периодически возникающие бюрократические проволочки. Например, команда была снята с розыгрыша Кубка Беларуси на 1/32 из-за того, что все поля отказали клубу в аренде, а Белорусская федерация футбола не посчитала нужным вмешаться. Тем не менее команда закончила турнир в арьергарде — на 11 месте, и, пополнив штат новыми специалистами (в том числе и немецким тренером), начала подготовку к следующему сезону. В сентябре 2014 года клуб снялся с соревнований во второй лиге и был расформирован в связи с отсутствием денег.

## Инфраструктура клуба
Большое количество игроков «Партизана» привлекались в сборные Беларуси различных возрастов: Николай Осипович, Игорь Мальцев, Максим Бордачев выступают в молодёжной (U-21), Максим Витус, Дмитрий Юзвович, Евгений Курлович, Александр Толканица и Юрий Левошик в юниорской (U-19), Александр Скшинецкий, Денис Дечко, Дмитрий Хаританович, Алексей Мазаник, Олег Скрипачев и Филипп Войтехович в юниорской (U-18), Антон Макевич, Александр Макась и Александр Насевич — в юношеской (U-17), Павел Крук, Павел Пищало, Никита Савенков, Артем Корчак, Анатолий Карп, Роман Савинич — в юношеской (U-16), а Николай Осипович впервые надел майку главной команды страны на зимнем турнире-2008 на Мальте.
В начале 2012 года по причине отсутствия финансирования детская школа была расформирована.

## Эмблема
В течение своей истории клуб несколько раз менял эмблемы.

## Домашний стадион
Клуб проводил домашние матчи на столичном стадионе Трактор.
Последние несколько лет играл на минском стадионе СОК Олимпийский.

## Статистика выступлений

### Сводная таблица выступлений в чемпионатах Беларуси
| «МТЗ-РИПО»/«Партизан» в чемпионате Беларуси | «МТЗ-РИПО»/«Партизан» в чемпионате Беларуси | «МТЗ-РИПО»/«Партизан» в чемпионате Беларуси | «МТЗ-РИПО»/«Партизан» в чемпионате Беларуси | «МТЗ-РИПО»/«Партизан» в чемпионате Беларуси | «МТЗ-РИПО»/«Партизан» в чемпионате Беларуси | «МТЗ-РИПО»/«Партизан» в чемпионате Беларуси | «МТЗ-РИПО»/«Партизан» в чемпионате Беларуси | «МТЗ-РИПО»/«Партизан» в чемпионате Беларуси | «МТЗ-РИПО»/«Партизан» в чемпионате Беларуси | «МТЗ-РИПО»/«Партизан» в чемпионате Беларуси        |
| Сезон                                       | Лига                                        | И                                           | В                                           | Н                                           | П                                           | М                                           | ±                                           | О                                           | Место                                       | Бомбардиры                                         |
| ------------------------------------------- | ------------------------------------------- | ------------------------------------------- | ------------------------------------------- | ------------------------------------------- | ------------------------------------------- | ------------------------------------------- | ------------------------------------------- | ------------------------------------------- | ------------------------------------------- | -------------------------------------------------- |
| 2002                                        | Вторая лига (D3)                            | 24                                          | 22                                          | 2                                           | 0                                           | 102-21                                      | +81                                         | 68                                          | 1 (13)                                      |                                                    |
| 2003                                        | Первая лига (D2)                            | 30                                          | 23                                          | 3                                           | 4                                           | 63-15                                       | +48                                         | 70                                          | 1 (16)                                      | Кузьменок — 24                                     |
| 2004                                        | Высшая лига (D1)                            | 30                                          | 6                                           | 9                                           | 15                                          | 32-56                                       | -24                                         | 27                                          | 14 (16)                                     | Д. Парфенов — 13                                   |
| 2005                                        | Высшая лига (D1)                            | 26                                          | 16                                          | 1                                           | 9                                           | 43-30                                       | +13                                         | 49                                          | 3 (14)                                      | А. Концевой — 10                                   |
| 2006                                        | Высшая лига (D1)                            | 26                                          | 16                                          | 3                                           | 7                                           | 54-24                                       | +30                                         | 51                                          | 4 (14)                                      | В. Глеб — 13, А. Концевой — 12, О. Страханович — 9 |
| 2007                                        | Высшая лига (D1)                            | 26                                          | 11                                          | 9                                           | 6                                           | 32-25                                       | +7                                          | 42                                          | 5 (14)                                      |                                                    |
| 2008                                        | Высшая лига (D1)                            | 30                                          | 17                                          | 6                                           | 7                                           | 65-37                                       | +28                                         | 57                                          | 3 (16)                                      | А. Концевой — 15, О. Страханович — 11              |
| 2009                                        | Высшая лига (D1)                            | 26                                          | 8                                           | 6                                           | 12                                          | 34-38                                       | -4                                          | 30                                          | 11 (14)                                     | Г. Кварацхелия — 11                                |
| 2010                                        | Высшая лига (D1)                            | 33                                          | 5                                           | 8                                           | 20                                          | 24-70                                       | -46                                         | 23                                          | 12 (12)                                     | Е. Зубович — 8                                     |
| 2011                                        | Первая лига (D2)                            | 30                                          | 20                                          | 5                                           | 5                                           | 59-26                                       | +33                                         | 65                                          | 2 (16)                                      | А. Макась — 19                                     |
| 2012                                        | Чемпионат Минска (D4)                       | 14                                          | 6                                           | 4                                           | 4                                           | 17-17                                       | +0                                          | 22                                          | 5 (8)                                       | -                                                  |
| 2013                                        | Вторая лига (D3)                            | 24                                          | 5                                           | 7                                           | 12                                          | 26-46                                       | -20                                         | 22                                          | 11 (13)                                     | Д. Казючиц — 12                                    |
| 2014                                        | Вторая лига (D3), зона «Б»                  | 22                                          | 5                                           | 3                                           | 14                                          | 21-44                                       | -23                                         | 18                                          | 11 (12) в зоне «Б» / общ. — 22 (24)         |                                                    |

| «МТЗ-РИПО-2»/«Партизан-2» в чемпионате Беларуси | «МТЗ-РИПО-2»/«Партизан-2» в чемпионате Беларуси | «МТЗ-РИПО-2»/«Партизан-2» в чемпионате Беларуси | «МТЗ-РИПО-2»/«Партизан-2» в чемпионате Беларуси | «МТЗ-РИПО-2»/«Партизан-2» в чемпионате Беларуси | «МТЗ-РИПО-2»/«Партизан-2» в чемпионате Беларуси | «МТЗ-РИПО-2»/«Партизан-2» в чемпионате Беларуси | «МТЗ-РИПО-2»/«Партизан-2» в чемпионате Беларуси | «МТЗ-РИПО-2»/«Партизан-2» в чемпионате Беларуси | «МТЗ-РИПО-2»/«Партизан-2» в чемпионате Беларуси | «МТЗ-РИПО-2»/«Партизан-2» в чемпионате Беларуси |
| Сезон                                           | Лига                                            | И                                               | В                                               | Н                                               | П                                               | М                                               | ±                                               | О                                               | Место                                           | Бомбардиры                                      |
| ----------------------------------------------- | ----------------------------------------------- | ----------------------------------------------- | ----------------------------------------------- | ----------------------------------------------- | ----------------------------------------------- | ----------------------------------------------- | ----------------------------------------------- | ----------------------------------------------- | ----------------------------------------------- | ----------------------------------------------- |
| 2007                                            | Вторая лига (D3)                                | 30                                              | 3                                               | 7                                               | 20                                              | 18-67                                           | -49                                             | 16                                              | 15 (16)                                         |                                                 |
| 2011                                            | Вторая лига (D3)                                | 30                                              | 10                                              | 5                                               | 15                                              | 54-56                                           | -2                                              | 35                                              | 10 (16)                                         | М. Дубай — 12                                   |

### История матчей в Кубке Беларуси
| 2002/2003 | 1/32  | ФК Лида                   | 5:0            | Победа               |
|           | 1/16  | Неман (Гродно)            | 1:3            | Поражение            |
| 2003/2004 | 1/16  | Торпедо (Минск)           | 3:2            | Победа               |
|           | 1/8   | Неман (Гродно)            | 2:0            | Поражение            |
| 2004/2005 | 1/16  | ФК Осиповичи              | 0:1            | Победа               |
|           | 1/8   | ФК Лида                   | 3:0            | Победа               |
|           | 1/4   | ФК Барановичи             | 0:0 2:1        | Победа (2:1)         |
|           | 1/2   | Неман (Гродно)            | 2:0 3:1        | Победа (5:1)         |
|           | Финал | БАТЭ (Борисов)            | 2:1            | Обладатель кубка (1) |
| 2005/2006 | 1/16  | ФК Минск                  | 1:2            | Победа               |
|           | 1/8   | Шахтёр (Солигорск)        | 2:3            | Поражение            |
| 2006/2007 | 1/16  | Савит (Могилёв)           | 0:6            | Победа               |
|           | 1/8   | Спартак (Шклов)           | 3:1 3:0        | Победа (6:1)         |
|           | 1/4   | БАТЭ (Борисов)            | 1:2 0:1        | Поражение (1:3)      |
| 2007/2008 | 1/16  | ПМК-7 (Ганцевичи)         | 2:3            | Победа               |
|           | 1/8   | Коммунальник (Жлобин)     | тех. победа    | Победа               |
|           | 1/4   | ФК Гомель                 | 4:0 0:2        | Победа (4:2)         |
|           | 1/2   | БАТЭ (Борисов)            | 4:2 2:1        | Победа (6:1)         |
|           | Финал | Шахтёр (Солигорск)        | 2:1            | Обладатель кубка (2) |
| 2008/2009 | 1/16  | ПМЦ (Поставы)             | 3:1            | Победа               |
|           | 1/8   | ФК Сморгонь               | 4:0 2:2        | Победа (6:2)         |
|           | 1/4   | Неман (Гродно)            | 0:0 0:3        | Поражение (0:3)      |
| 2009/2010 | 1/16  | Слуцксахар (Слуцк)        | 2:1            | Победа               |
|           | 1/8   | ФК Полоцк                 | 5:2 0:1        | Победа (5:3)         |
|           | 1/4   | БАТЭ (Борисов)            | 0:7 1:0        | Поражение (1:7)      |
| 2010/2011 | 1/16  | СКВИЧ (Минск)             | 1:1(4:2 пен.)  | Победа               |
|           | 1/8   | Динамо (Минск)            | 1:0            | Победа               |
|           | 1/4   | ФК Гомель                 | 0:0 2:3        | Поражение (2:3)      |
| 2011/2012 | 1/16  | ФК Барановичи             | 3:2            | Победа               |
|           | 1/8   | Нафтан (Новополоцк)       | 1:2            | Поражение            |
| 2013/2014 | 1/64  | Гомельстекло (Костюковка) | 3:2            | Победа               |
|           | 1/32  | ФК Витебск                | тех. поражение | Поражение            |

| 2011/2012 | 1/32 | Вертикаль (Калинковичи) | 2:0 | Победа    |
|           | 1/16 | ФК Минск                | 4:2 | Поражение |

### История матчей в еврокубках
| 2005 | Кубок УЕФА       | 1 квал. раунд | Ференцварош      | 1:2      | 2:0 | 3:2 |
|      |                  | 2 квал. раунд | Теплице          | 1:1      | 1:2 | 2:3 |
| 2006 | Кубок Интертото  | 1 раунд       | Шахтер Караганда | 1:3      | 5:1 | 6:4 |
|      |                  | 2 раунд       | ФК Москва        | 0:1      | 0:2 | 0:3 |
| 2008 | Кубок УЕФА       | 1 квал. раунд | ФК Жилина        | 2:2      | 0:1 | 2:3 |
| 2009 | Лига Европы УЕФА | 1 квал. раунд | Сутьеска         | 2:1(пдв) | 1:1 | 3:2 |
|      |                  | 2 квал. раунд | Металлург Донецк | 1:2      | 0:3 | 1:5 |

### Минское дерби

#### Противостояние с «Динамо»
Наиболее принципиальным соперником столичного «Партизана» являлось «Динамо» Минск. А вражда между фанатами этих клубов является самой непримиримой в Беларуси.
«Партизан» уступает Динамо по сумме всех очных противостояний (18 матчей = 6 побед + 3 ничьи + 9 поражений, по общему результату — 14:24).
| 2004 | Чемпионат Беларуси   | 12.06 | На выезде         | 1:0 | Поражение |
|      | Чемпионат Беларуси   | 29.09 | Дома              | 0:0 | Ничья     |
| 2005 | Чемпионат Беларуси   | 16.04 | Дома              | 0:1 | Поражение |
|      | Чемпионат Беларуси   | 01.08 | На выезде         | 3:1 | Поражение |
| 2006 | Чемпионат Беларуси   | 09.05 | На выезде         | 1:3 | Победа    |
|      | Чемпионат Беларуси   | 28.08 | Дома              | 0:0 | Ничья     |
| 2007 | Чемпионат Беларуси   | 26.05 | Дома              | 1:0 | Победа    |
|      | Чемпионат Беларуси   | 22.09 | На выезде         | 0:1 | Победа    |
| 2008 | Чемпионат Беларуси   | 12.04 | На выезде         | 2:0 | Поражение |
|      | Чемпионат Беларуси   | 04.08 | Дома              | 0:1 | Поражение |
| 2009 | Чемпионат Беларуси   | 30.05 | На выезде         | 5:0 | Поражение |
|      | Чемпионат Беларуси   | 18.10 | Дома              | 0:2 | Поражение |
| 2010 | Чемпионат Беларуси   | 23.04 | Дома              | 0:2 | Поражение |
|      | Чемпионат Беларуси   | 23.06 | На выезде         | 0:0 | Ничья     |
|      | Чемпионат Беларуси   | 16.10 | На выезде         | 5:1 | Поражение |
|      | Кубок Беларуси       | 27.10 | Дома              | 1:0 | Победа    |
| 2011 | Вторая лига Беларуси | 10.07 | На выезде (дубль) | 1:4 | Победа    |
|      | Вторая лига Беларуси | 23.10 | Дома (дубль)      | 2:0 | Победа    |

#### Противостояние с «Торпедо»
Не менее серьёзным раздражителем для «Партизана» являлось «Торпедо» Минск (6 матчей = 2 победы + 3 ничьи + 1 поражение, по общему результату — 5:6).
| 2003 | Кубок Беларуси       | 10.08 | Дома      | 3:2   | Победа    |
| 2004 | Чемпионат Беларуси   | 16.06 | Дома      | 0:3   | Поражение |
|      | Чемпионат Беларуси   | 03.10 | На выезде | 0:0   | Ничья     |
| 2012 | Чемпионат Минска     | 23.06 | На выезде | 0:1   | Победа    |
|      | Чемпионат Минска     | 01.09 | Дома      | 1:1   | Ничья     |
| 2014 | Вторая лига Беларуси | Выезд | 0:0       | Ничья |           |

### Список тренеров
| Тренер             | Начало     | Конец      | Титулы                                                |
| ------------------ | ---------- | ---------- | ----------------------------------------------------- |
| Валерий Кевра      | 2002       | 2003       | Чемпион второй лиги (2002) Чемпион первой лиги (2003) |
| Вячеслав Акшаев    | 2003       | 2004       | —                                                     |
| Виктор Зернов      | 2004       | 2004, июль | —                                                     |
| Александр Пискарёв | 2004, июль | —          |                                                       |
| Юрий Пунтус        | 2004 2008  | 2006 2009  | Обладатель Кубка Беларуси (2005, 2008)                |
| Эдуард Малофеев    | 2006       | 2007       | —                                                     |
| Андрей Зыгмантович | 2007       | 2007       | —                                                     |
| Владимир Геворкян  | 2010       | 2010       | —                                                     |
| Владимир Курнев    | 2011       | 2011       | —                                                     |
| Петр Зенькевич     | 2012       | 2013       | —                                                     |
| Карл Штригель      | 2013       | 2014       | —                                                     |
| Андрей Лаврик      | 2014       | 2014       | —                                                     |

## Достижения

### Национальные чемпионаты
Чемпионат Беларуси
- Бронзовый призёр (2): 2005, 2008.

Первая лига Беларуси
- Чемпион (1): 2003.
- Серебряный призёр (1): 2011.

Вторая лига Беларуси
- Чемпион (1): 2002.

Кубок Беларуси
- [Обладатель (2): 2005, 2008.

### Еврокубки
Кубок УЕФА
- Выход во второй квалификационный раунд (2): 2006, 2010.
- Выход в первый квалификационный раунд (1): 2009.

Кубок Интертото
- Выход во второй раунд (1): 2006.